# Publi Consenci
Publi Consenci (en llatí: Publius Consentius) va ser un gramàtic de l'antiga Roma que probablement va viure a mitjans del segle v.
És conegut per dues obres de gramàtica: De duabus partibus orationis, nomine et verbo ('les dues parts del discurs, nom i verb') i De barbarismis et metaplasmis ('els barbarismes i els metaplasmes'). Es tracta d'obres molt breus, i probablement són solament dues parts resumides d'una sola obra original, atès que el mateix text cita seccions que no són presents. Es tracta d'una obra basada en les de Carisi i Diomedes, i principalment en la de Donat, que sens dubte constituí una font de primera mà per Consenci. Els autors citats (Probus, Cels, Palèmon, Pansa, Varró) tenen poc valor, perquè s'esmenten més aviat per detalls menors indicats en la mateixa frase en què apareixen.
Habitualment se sol identificar Consenci el gramàtic amb un membre de la família de Consenci, el correspondent de Sidoni Apol·linar, que va ser tribunus et notarius  de Valentinià III i curopalata d'Avit: es podria tractar també del seu pare, casat amb una filla del cònsol Flavi Joví, o bé del seu fill, o d'un altre personatge de la família.

## Edicions
- Consentius' De barbarismis et metaplasmis. Critical Edition, Translation, and Commentary by Tommaso Mari.  Oxford University Press, 2021. ISBN 9780198870302.
- Burghini, Javier; Uría «Sobre barbarismos y metaplasmos de Consencio». Circe, 14, 1, 2010.